# 安志藩
安志藩（日语：／ Anji-han */?）是日本播磨國宍粟郡安志的藩，享保元年10月12日（1716年11月25日）創藩，明治4年7月14日（1871年8月29日）廢藩，石高是10,000石，藩廳是安志陣屋，藩校創建於享保3年（1718年），最初稱為學問所，弘化元年（1845年）改稱為明倫堂，人口在明治2年（1869年）時是2,596戶10,037人。
武家屋敷方面，江戶藩邸上屋敷在享保年間時位於本鄉，安永至明治年間則是小石川富坂下，下屋敷在安永年間（1772年至1781年）時位於本鄉追分，文久年間（1861年至1864年）時位於目白台，明治年間時則位於小石川丸太橋，藏屋敷位於常安橋。

## 歷史
享保元年9月6日（1716年10月20日），年僅6歲的豐前中津藩藩主小笠原長邕死去，雖然一度被改易，不過念在祖上有功（小笠原秀政和小笠原忠脩均在大坂夏之陣中戰死），因此江戶幕府在同年10月12日（11月25日）下賜10,000石予長邕之弟小笠原長興，安志藩正式成立，領地是宍粟郡18村、佐用郡10村以及赤穗郡18村。
享保15年3月29日（1730年5月15日），長興雖然以多病為由上書交還領地，不過未獲批准，反而獲准收養子。同年6月10日（1730年7月24日），長興以豐前小倉藩藩主小笠原忠基次子為養子，同年12月11日（1731年1月18日）長興出家後由其繼位，即小笠原長逵。明和9年3月8日（1772年4月10日），長逵三子小笠原忠苗成為豐前小倉藩藩主小笠原忠總的養子。天明7年（1787年），安志藩出兵鎮壓在播磨林田藩爆發的百姓一揆。寬政6年5月20日（1794年6月17日），藩主小笠原長為次子小笠原忠固成為忠苗的養子。
安政2年（1855年）5月，安志騷動爆發，約20名藩士集體脫藩。同年12月28日（1856年2月4日），安志藩奉幕府之命興建皇居，直至安政4年（1857年）完工。萬延元年11月6日（1860年12月17日），豐前小倉藩藩主小笠原忠嘉死去，由於沒有嗣子，因此由安志藩藩主小笠原忠幹繼任，安志藩則由忠幹嫡子小笠原貞孚繼承。文久3年5月27日（1863年7月12日），安志藩奉命派兵至大坂戒備。
元治元年10月1日（1864年10月31日），貞孚率兵前往小倉參與第一次長州征討，其後在慶應元年5月21日（1865年6月14日）也參與了第二次長州征討。慶應2年6月17日（1866年7月28日），安志藩與奇兵隊交戰，並且在同年8月1日（9月9日）敗走至肥後國大津。慶應3年11月3日（1867年11月28日），抱病的貞孚派重臣前往京都向新政府表示恭順。鳥羽伏見之戰爆發後，安志藩奉命駐守於飾磨津。慶應4年4月20日（1868年5月12日），貞孚謁見天皇，其後在4月26日（5月18日）上洛，並且宣誓勤王。明治4年7月14日（1871年8月29日），廢藩置縣。

## 歷任藩主
| 家名     | 家格      | 名稱       | 石高     | 領地                         |
| -------- | --------- | ---------- | -------- | ---------------------------- |
| 小笠原家 | 譜代 陣屋 | 小笠原長興 | 10,000石 | 播磨國宍粟郡、佐用郡和赤穗郡 |
| 小笠原家 | 譜代 陣屋 | 小笠原長逵 | 10,000石 | 播磨國宍粟郡、佐用郡和赤穗郡 |
| 小笠原家 | 譜代 陣屋 | 小笠原長為 | 10,000石 | 播磨國宍粟郡、佐用郡和赤穗郡 |
| 小笠原家 | 譜代 陣屋 | 小笠原長禎 | 10,000石 | 播磨國宍粟郡、佐用郡和赤穗郡 |
| 小笠原家 | 譜代 陣屋 | 小笠原長武 | 10,000石 | 播磨國宍粟郡、佐用郡和赤穗郡 |
| 小笠原家 | 譜代 陣屋 | 小笠原忠幹 | 10,000石 | 播磨國宍粟郡、佐用郡和赤穗郡 |
| 小笠原家 | 譜代 陣屋 | 小笠原貞孚 | 10,000石 | 播磨國宍粟郡、佐用郡和赤穗郡 |

## 領地
| 令制國 | 郡     | 領地 |
| ------ | ------ | --- |
| 播磨國 | 赤穗郡 | 下比村、菅谷村、能下村、三濃山村、留萬寺、小野豆村、釜島村、橫尾村、大枝新村、鍛冶村、倉尾村、小皆坂村、黑石村、拔位村、市原村、柏埜村、楠木村、國見村 |
| 播磨國 | 佐用郡 | 仁位村、圓光寺村、上櫛田村、三尾村、早瀨村、山田村、中山村、藏垣內村、大垣內村、本鄉村、海田村                                                         |
| 播磨國 | 宍粟郡 | 鹽田村、葛根村、安志村、三森村、名坂村、末廣村、栃原村、梯村、田井村、母栖村、須行名村、神戶市場村、野田村、能倉村、東川內村、東安積村、構村、杉田村   |

## 註解
1. ↑  安志現為兵庫縣姬路市安富町（日语：安富町）安志（日语：安師村）[1]。
2. ↑  現行對應地名如下：
  - 小石川富坂下上屋敷現為東京都文京區春日1-16-21[5]。
  - 目白台下屋敷現為文京區目白台1-20-2[6]。
3. ↑  大津現為熊本縣菊池郡大津町大津和美咲野[9]。

## 外部連結
- . kotobank （日语）.